# Chrám archanděla Michaela (Cannes)
Chrám svatého Michaela archanděla v Cannes (rusky Архангело-Михайловская церковь (Канны), francouzsky Église Saint-Michel-Archange de Cannes) je chrám Ruské pravoslavné církve ve francouzském městečku Cannes.

## Historie

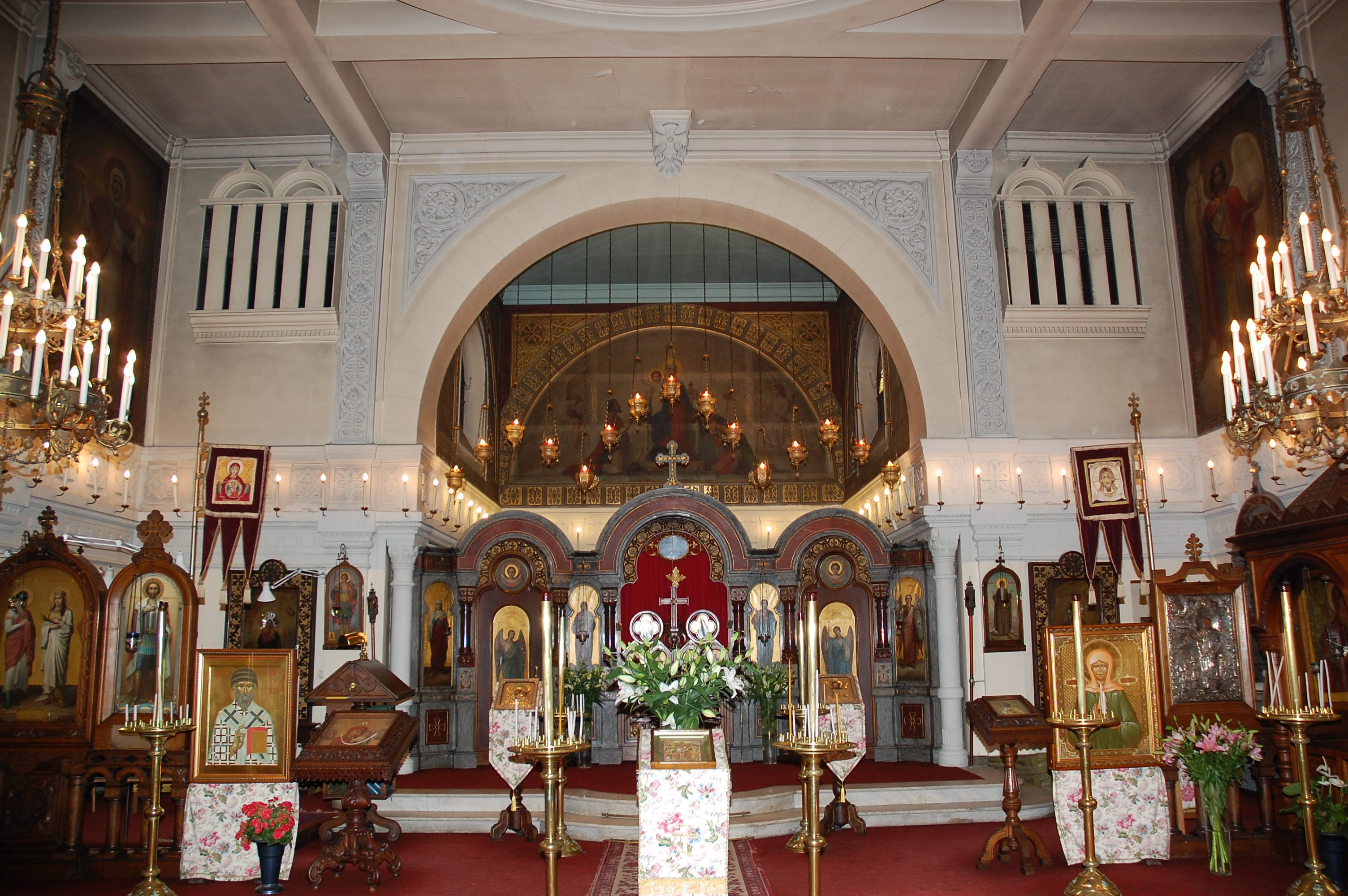
Interiér chrámu sv. Michaela archanděla v Cannes

Chrám byl navržen architektem Louisem Nouveauem v 19. století. Chrámu stojí na půdorysu řeckého kříže a má střechu z barevných dlaždic.
Ruská carevna Alexandra Fjodorovna, manželka cara Alexandra II., která příležitostně trávila zimu v Cannes, zaštítila a přispěla na výstavbu chrámu.

## Nekropole
- Roku 1924 byly v kryptě chrámu uloženy ostatky prince Petra Alexandroviče Oldenburského
- v roce 1929 a 1931 ostatky členů ruské panovnické dynastie, velkoknížat Nikolaje Nikolajeviče a Petra Nikolajeviče Romanovových a po jejich boku také jejich manželky, sestry Milica a Anastázie z černohorského královského rodu
- další hrobky